# 슬리마 원더러스 FC
슬리마 원더러스 FC(Sliema Wanderers Football Club)는 슬리마를 연고로 하는 몰타의 축구 클럽이다. 현재는 몰타 프리미어리그에 참가하고 있다. 몰타에서 가장 많은 우승 기록을 보유한 축구 클럽이다.

## 성적
- 몰타 프리미어리그 우승

우승 (26): 1919-20, 1922-23, 1923-24, 1925-26, 1929-30, 1932-33, 1933-34, 1935-36, 1937-38, 1938-39, 1939-40, 1948-49, 1953-54, 1955-56, 1956-57, 1963-64, 1964-65, 1965-66, 1970-71, 1971-72, 1975-76, 1988-89, 1995-96, 2002-03, 2003-04, 2004-05
- 몰타 컵 우승

우승 (22): 1935, 1936, 1937, 1940, 1946, 1948, 1951, 1952, 1956, 1959, 1963, 1965, 1968, 1969, 1974, 1979, 1990, 2000, 2004, 2009, 2016, 2024

## 선수 명단

### 현역
참고: FIFA 자격 규정에 따라 소속된 국가대표팀 국기를 표시합니다. 선수는 복수의 FIFA 비회원국 국적을 가지고 있을 수 있습니다.
| 번호 | 포지션 | 국적       | 이름            |
| ---- | ------ | ---------- | --------------- |
| 12   | GK     | 나이지리아 | 에메카 아구     |
| 15   | DF     |            | 구스타보 알치노 |
| 31   | DF     |            | 무릴로 프레이리 |

| 번호 | 포지션 | 국적 | 이름 |
| ---- | ------ | ---- | ---- |